# Siaredniaja Prypiać
Landsjaftnyj Zakaznik Srednjaja Pripjat (ryska: Ландшафтный Заказник Средняя Припять) är ett naturreservat i Belarus.   Det ligger i voblasten Brests voblast, i den centrala delen av landet, 200 km söder om huvudstaden Minsk.
I omgivningarna runt Landsjaftnyj Zakaznik Srednjaja Pripjat växer i huvudsak blandskog. Runt Landsjaftnyj Zakaznik Srednjaja Pripjat är det ganska glesbefolkat, med 25 invånare per kvadratkilometer.